# Spiral – Das Ritual
Spiral – Das Ritual ist ein kanadischer LGBT-Horrorfilm aus dem Jahr 2019. Er wurde von Colin Minihan und John Poliquin geschrieben und von Kurtis David Harder gedreht.

## Handlung
1983: Der Jugendliche Malik und sein Freund Liam küssen sich nachts in einem Auto, als plötzlich Männer kommen und sie gewalttätig angreifen.
1995: Malik zieht mit seinem älteren Lebensgefährten Aaron und Kayla, dessen Tochter aus einer für Malik beendeten Ehe mit einer Frau, in eine kleine abgeschiedene Gemeinde. Während Aaron auswärts arbeitet, richtet Schriftsteller Malik, der gerade als Ghostwriter an einer Biografie für einen konservativen Politiker arbeitet, ein Büro im neuen Haus ein. Nachdem Nachbarin Tiffany bei der Begrüßung mit einem Willkommensgeschenk erfährt, dass die beiden ein Paar sind, entdeckt Aaron später am Tag den Schriftzug „Faggot“ an einer Zimmerwand, die er, statt es Aaron zu sagen, übermalt, und installiert ein Sicherheitssystem. Dennoch ist eines Tages ein älterer, verwirrter Mann in dem Haus, der Malik, als er ihn vertreibt, ein scheinbar leeres Blatt übergibt. Später in der Nacht sieht Malik durch das Fenster im Haus gegenüber eine seltsame Versammlung der Nachbarn; am Morgen ist der alte Mann angeblich durch einen Selbstmord tot. 
Während Aaron sich mit Tiffany und ihrem Mann Marshal anfreundet und Kayla ein Verhältnis mit deren Sohn Tyler anfängt, wird Malik sowohl von weiteren seltsamen Vorfällen immer paranoider als auch von unvollständigen Erlebnissen an den traumatischen Vorfall und davon, dass sein Auftraggeber sich als Gründer einer Konversionstherapieklinik entpuppt, belastet. Nachdem er das Geheimnis um das leere Blatt des Alten löst, entdeckt Malik durch einen Code, dass in der Stadt alle zehn Jahre eine Familie durch angeblichen Mord-Selbstmord gestorben ist, zuletzt ein lesbisches Paar, in deren alten Haus er Videokassetten findet. Seine Recherche wird dadurch gestört, dass seine Festplatte beschädigt wurde. Er lässt sie von Marshal reparieren, der Andeutungen macht, er habe darauf belastendes Material gefunden. Als Aaron manipulierte Fotos in die Hände fallen, dass Malik angeblich mit dem Enkel des verstorbenen Alten geschlafen habe, wirft er ihn aus dem Haus. Malik kommt in einem Motel unter, wo er zu entdecken meint, dass seine Tabletten vertauscht wurden, und fast auf einen Schatten schießt. Verzweifelt fährt er wieder nach Hause, um seine Familie zu warnen, dass sie in Gefahr seien, sind dort alle Nachbarn versammelt, um Kaylas Geburtstag zu feiern. Doch Malik schießt auf Marshal und wird eingesperrt. 
Im Gefängnis besucht ihn Aaron, um zu sagen, dass er mit Kayla die Stadt verlassen werde. Dass Aaron sagt, er könne Liam, dem Malik über Telefon von den Ereignissen erzählt habe, nicht anrufen, um sich Maliks Verdacht bestätigen zu lassen, aktiviert dessen vollständige Erinnerung, dass Liam bei der Gewalttat durch die Männer totgeprügelt worden war. Während Malik später überraschend Besuch von Marshal erhält, den er für tot hielt, entdeckt Aaron auf der Videokassette, dass Tyler in den zehn Jahre alten Aufnahmen genauso aussieht wie aktuell. Als er Kayla warnen will, sieht er in ihrem Zimmer, dass Tyler sie getötet hat und von ihr isst. Marshal erklärt Malik, dass die Gemeinde selbst kein Problem mit Schwulen habe, sondern für ihr Überleben ausbeutet, dass die Gesellschaft vor bestimmten Menschen Angst hat.
2005: Eine muslimische Familie zieht in das Haus und wird dabei von Tiffany, Marshal und Tyler beobachtet. Malik hat auf dem Dachboden eine CD mit allen Informationen seiner Recherche hinterlassen, um die Nächsten zu warnen.

## Besetzung und Synchronisation
Die deutschsprachige Synchronisation entstand 2021 nach dem Dialogbuch von Stephanie Henze und der Dialogregie von Alexander Mahrle durch die City of Voices in Berlin.

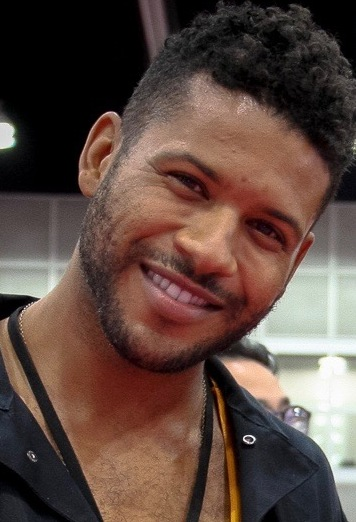
Hauptdarsteller Jeffrey Bowyer-Chapman

| Rolle        | Schauspieler                                | Synchronsprecher |
| ------------ | ------------------------------------------- | ---------------- |
| Malik        | Jeffrey Bowyer-Chapman Darius Willis (jung) | Heiko Akrap      |
| Aaron        | Ari Cohen                                   | Daniel Kröhnert  |
| Kayla        | June Laporte                                | Angelina Geisler |
| Tyler        | Ty Wood                                     | Nicolai Tegeler  |
| Marshal      | Lochlyn Munro                               | Lutz Harder      |
| Tiffany      | Chandra West                                | Anja Rybiczka    |
| Mr. Reinhart | Paul McGaffey                               | Roman Kretschmer |
| Matthew      | Thomas Elms                                 | Nico Birnbaum    |
| Liam         | Aaron Poole (Stimme) Jaron Melanson (jung)  | Michael Gugel    |

## Produktion
Spiral stammt von den kanadischen Filmemachern Colin Minihan und John Poliquin, die bereits 2012 für Grave Encounters 2 zusammengearbeitet hatten; diesen hatte Minihan geschrieben und Poliquin inszeniert. Jeffrey Bowyer-Chapman hatte zu seinen Modelzeiten in von ihnen gedrehten Musikvideos gespielt. Ihm gaben sie das fertige Drehbuch ursprünglich, damit er es durchliest und Anmerkungen gibt. Seine einzige war, dass die Hauptfigur nicht weiß sein solle. Nach wenigen Tagen gaben sie ihm selbst die Rolle. Spiral wurde 2018 als Independent-Film mit kleinem Budget für 21 Tage in einer Kleinstadt Albertas gedreht.

## Veröffentlichung
Spiral feierte seine Premiere am 25. August 2019 bei dem britischen Filmfestival FrightFest und ging dann auf Festivaltour durch verschiedene Länder, bevor er am 17. September 2020 in englischsprachigen Ländern auf Shudder veröffentlicht wurde. In Deutschland erschien er zuerst im Juli 2022 in ausgewählten Kinos.

## Rezeption
Spiral wurde als schwules Get Out im Sinne eines Sozialthrillers bezeichnet, der einen Blick auf den Druck als Minderheit und die Belastung des Andersseins auf die mentale Gesundheit zeige, erinnerte Kritiker aber auch an Rosemaries Baby und Hereditary – Das Vermächtnis als Film über einen bösen Kult und Paranoia, bei dem nicht immer klar sei, was real ist und was nicht, indem jede Szene Uneindeutigkeit und Zweifel liefere. „Malik wirkt wie ein Wiedergänger von Daniel Kaluuyas Chris in Jordan Peeles Get Out, der sich, wie auch der Zuschauer, in einem Dilemma wiederfindet, ob bestimmte, als beunruhigend wahrgenommene Dinge nicht viel mehr das Resultat seiner Angst und des Traumas sind.“ Als filmische Mittel etablieren „der Wegfall jeglicher Sicherheiten und Rückzugsmöglichkeiten, betont durch die Bilder von Kameramann Bradley Stuckel,“ und inszenatorische Aspekte wie die Räume und die mit der Zeit in den Vordergrund tretende Aggressivität der Gemeinde, wie er sich in die Ecke gedrängt und nicht willkommen fühlt. Außerdem würden beispielsweise Kamera, Bildeinstellungen und Licht genutzt, um Nachtszenen wie Albträume und Tagszenen wie Träume scheinen zu lassen. Der Film erzeuge „eine quälend wahre und konstant mit Grauen erfüllte Erfahrung, die sich langsam an einen anschleicht, bis sie einen mit zeitlich fantastisch abgestimmten Schrecken bis ins Mark erschüttert.“
In der Rezeption wird vor allem das Schauspiel von Bowyer-Chapman gelobt. Phil Wheat von Nerdly bezeichnete seine Verwandlung vom starken schwarzen schwulen Mann zum gebrochenen Mann, der sich verraten und im Stich gelassen fühlt und verrückt gemacht wird, als Tour-de-Force. Rafael Motamayor von Slashfilm fand, er hätte mit einer nuancierten und schmerzlich echten Darstellung Auszeichnungen als Bester Schauspieler verdient.
In einer deutschen Rezension zieht Rouven Linnartz für filmrezensionen.de folgendes Fazit: „Spiral – Das Ritual ist ein effektiver Horrorfilm über Identität, Konformität und Homophobie. Kurtis David Harder gelingt ein visuell und schauspielerisch überzeugender Genrebeitrag, dessen Aktualität leider nicht wegzuleugnen ist und der immer wieder Situationen zeigt, die, über die Genrekonventionen hinaus, einen sehr realen Schrecken zeigen, den von der Aggression gegen Minderheiten und der Angst vor Gewalt.“

## Auszeichnungen
- Other Worlds Austin SciFi Film Festival: Publikumspreis Bester Spielfilm – Auszeichnung an Kurtis David Harder
- Leo Award 2020: Beste Kamera – Nominierung für Bradley Stuckel
- Bilbao Fantasy Film Festival 2021
  - Bester Spielfilm – Nominierung für Kurtis David Harder
  - Innovativste Regie – Nominierung für Kurtis David Harder